# 孔尼华
孔尼华（德語：Gustav Heinrich Ralph von Koenigswald，即古斯塔夫·海因里希·拉尔夫·冯·柯尼希斯瓦尔德；1902年11月13日—1982年7月10日），德裔荷兰古生物学家和地质学家，专注于人类及其祖先的研究，包括直立人。他在爪哇岛发现和研究的古人类化石及对东南亚其他重要化石的研究，使他成为20世纪古人类学领域的领军人物之一。

## 早年生平
孔尼华出生于柏林，正值进化研究蓬勃发展的时期。他15岁时在毛尔一次旅行中获得了一颗犀牛臼齿，开始了他的脊椎动物化石收藏。他之后在柏林、图宾根、科隆和慕尼黑学习地质学和古生物学。

## 爪哇岛的研究
孔尼华的导师费迪南德·布罗利（Ferdinand Broili）与荷兰地质学家卡尔·马丁（Karl Martin）和赖瑙特·威廉·范贝默伦（Reinout Willem van Bemmelen）关系密切。在他们的帮助下，孔尼华于1930年底加入爪哇的地质调查局，成为一名古生物学家。在卡内基基金会的部分资助下，他在爪哇开展了系统的调查，并在1931年到1941年期间取得了重要的发现。在33岁时，他宣布发现了出土于惹班的少年头骨化石，并将其归为直立猿人（Pithecanthropus erectus）。尽管受到知名古生物学家欧仁·杜布瓦的批评，孔尼华并未更改他的鉴定。
1937年到1941年间，爪哇出土了多件重要的古人类化石。1937年，他的一位助手带来了直立猿人的头骨碎片，但由于按件支付化石报酬的方式，导致当地工人将化石打碎以获得更多报酬，其中一块头盖骨正是杜布瓦发现的直立猿人头盖骨的精确复制品。其他知名化石包括Sangiran B下颌骨、带间隙的Sangiran 4上颌骨，以及孔尼华在1939年和1941年归类为古爪哇魁人（Meganthropus paleojavanicus）的下颌骨。
孔尼华的爪哇研究发现将哺乳动物化石分为更新世的三个时期：普仓层（早更新世）、卡布层（中更新世）和昂东层（晚更新世）。他指出，这些发现与19世纪的观点相悖，后者认为人类的祖先应具有现代人类的大脑和类猿的下颌。现今，这些爪哇化石收藏于森肯貝格自然博物館，由德国巴特洪堡的维尔纳·雷默斯基金会资助。
1937年，孔尼华邀请古生物学家魏敦瑞来爪哇考察最新的发现。1937年，他成为荷兰公民。1938年，他和魏敦瑞共同宣布发现了一具新的直立猿人头骨，并放弃了“中华猿人”这一属名，将爪哇和周口店的化石归为同一属——直立猿人，后来又归入“人属”，成为“直立人”（Homo erectus）。

## 二战时期
二战期间，孔尼华在爪哇面临着巨大风险。他成功地将化石藏匿，避免被日军发现，但他作为荷兰公民被关入战俘营，仅有一件头骨化石被日军缴获并呈给日本天皇，战后得以归还。
在战争期间，魏敦瑞借用美国自然历史博物馆的办公室继续研究，并在化石记录中将中华猿人和直立猿人合并为“直立人”。由于孔尼华音信全无，许多人一度认为他已遇害。战后，孔尼华在纽约的美国自然历史博物馆与魏敦瑞共事了18个月。

## 荷兰时期
在接下来的20年里，孔尼华在荷兰乌得勒支大学担任古生物学教授，期间访问了非洲、菲律宾、泰国、婆罗洲和巴基斯坦等地。在巴基斯坦，他的研究团队发现了属于古猿属的新物种和被认为是西瓦古猿的牙齿化石。
他于1950年成为荷兰皇家艺术与科学学院的成员，1968年被选为外籍院士。
孔尼华还研究了非洲、亚洲和欧洲的古猿化石，他认为印度的物种是人科成员，而非洲的则属于猿科。此结论促使他提出印度可能是人类起源地的主张。
退休后，孔尼华获得了德国森肯贝格自然研究会和自然历史博物馆的支持，在那里领导古生物学研究中心长达14年，直至1982年去世。